# Microcyba
Microcyba es un género de arañas araneomorfas de la familia Linyphiidae. Se encuentra en el África subsahariana. 

## Lista de especies
Según The World Spider Catalog 12.0:
- Microcyba aculeata Holm, 1964
- Microcyba affinis Holm, 1962
- Microcyba angulata Holm, 1962
- Microcyba brevidentata Holm, 1962
- Microcyba calida Jocqué, 1983
- Microcyba cameroonensis Bosmans, 1988
- Microcyba divisa Jocqué, 1983
- Microcyba erecta Holm, 1962
- Microcyba falcata Holm, 1962
- Microcyba hamata Holm, 1962
- Microcyba hedbergi Holm, 1962
- Microcyba leleupi Holm, 1968
- Microcyba projecta Holm, 1962
- Microcyba simulata Holm, 1962
- Microcyba tridentata Holm, 1962
- Microcyba vancotthemi Bosmans, 1977
- Microcyba viduata Holm, 1962
- Microcyba vilhenai Miller, 1970